# سان جريجوريو ماتيزي
سان جريجوريو ماتيزي ( الكامبانيان : Sangrevòrio) هي (بلدية) في مقاطعة كازيرتا في إقليم كامبانيا الإيطالي، وتقع على بعد حوالي 60 كيلومتر (37 ميل) شمال نابولي وحوالي 35 كيلومتر (22 ميل) شمال كاسيرتا.
تقع سان جريجوريو ماتيسي على حدود البلديات التالية: بويانو وكامبوتشيارو وكاستيلو ديل ماتيزي وليتينو و بيديمونتي ماتيزي و رافسكانينا وروكاماندولفي و سان ماسيمو و سان بولو ماتيزي و سانت أنجيلو دي لايف و وادي أجريكولا .